# John Nicks
John Allen Wisden Nicks (Brighton, Inglaterra, 22 de abril de 1929) é um treinador e ex-patinador artístico britânico. John Nicks conquistou com sua irmã e parceira Jennifer Nicks uma medalha de ouro, uma de prata e duas de bronze em campeonatos mundiais, e uma medalha de ouro, uma de prata e duas de bronze em campeonatos europeus. Jennifer e John Nicks também competiram nos Jogos Olímpicos de Inverno de 1948 e 1952.

## Principais resultados

### Com Jennifer Nicks
| Resultados                                            | Resultados    | Resultados      | Resultados      | Resultados        | Resultados        | Resultados        | Resultados      | Resultados    | Resultados    | Resultados    | Resultados    | Resultados    |
| Internacional                                         | Internacional | Internacional   | Internacional   | Internacional     | Internacional     | Internacional     | Internacional   | Internacional | Internacional | Internacional | Internacional | Internacional |
| Evento/Temporada                                      | 1946– 1947    | 1947– 1948      | 1948– 1949      | 1949– 1950        | 1950– 1951        | 1951– 1952        | 1952– 1953      |               |               |               |               |               |
| ----------------------------------------------------- | ------------- | --------------- | --------------- | ----------------- | ----------------- | ----------------- | --------------- | ------------- | ------------- | ------------- | ------------- | ------------- |
| Jogos Olímpicos                                       |               | 8.º             |                 |                   |                   | 4.º               |                 |               |               |               |               |               |
| Campeonato Mundial                                    |               | 8.º             | 6.º             | Medalha de prata  | Medalha de bronze | Medalha de bronze | Medalha de ouro |               |               |               |               |               |
| Campeonato Europeu                                    | 6.º           | 5.º             | 6.º             | Medalha de bronze | Medalha de bronze | Medalha de prata  | Medalha de ouro |               |               |               |               |               |
| Nacional                                              |               |                 |                 |                   |                   |                   |                 |               |               |               |               |               |
| Campeonato Britânico                                  |               | Medalha de ouro | Medalha de ouro | Medalha de ouro   | Medalha de ouro   | Medalha de ouro   | Medalha de ouro |               |               |               |               |               |
|                                                       |               |                 |                 |                   |                   |                   |                 |               |               |               |               |               |
| Legenda: Competição não foi disputada nesta temporada |               |                 |                 |                   |                   |                   |                 |               |               |               |               |               |